# Broad Chalke
Broad Chalke – wieś w Anglii, w hrabstwie Wiltshire. Leży 12 km na południowy zachód od miasta Salisbury i 138 km na południowy zachód od Londynu. Miejscowość liczy 652 mieszkańców.